# Vianney
Vianney Bureau (Pau, 13 februari 1991), beter bekend onder zijn roepnaam Vianney, is een Frans zanger.

## Biografie
Vianney komt uit een muzikale familie. Zijn vader was muzikant en speelde nummers van onder andere Georges Brassens en Rickie Lee Jones op gitaar. Hierdoor kreeg Vianney op 12-jarige leeftijd zelf ook een passie voor muziek en begon liedjes te schrijven. In 2005 stelde zijn vader hem voor aan een aantal muzikale vrienden, met wie Vianney zijn eerste plaat opnam, vergezeld door zijn oudere broer. Twee jaar later gaf Vianney in Parijs zijn eerste concert.
Zijn debuutalbum, getiteld Idées blanches, verscheen in 2014. Met de eerste single, Je te déteste wist Vianney voor het eerst de Franse hitlijsten te behalen. Hoewel "Je te deteste" slechts de 113e positie behaalde in Frankrijk, betekende de tweede single Pas là de doorbraak van Vianney in Franstalig Europa. Datzelfde jaar werd hij door radiozender Virgin Radio uitgeroepen tot "Manlijke ontdekking van het jaar".
In 2015 won Vianney de Talent Award van televisiezender W9. Ook werd zijn debuutalbum dat jaar genomineerd voor de Victoires de la musique, en de zanger zelf voor een NRJ Music Award.
In 2016 verscheen zijn titelloze tweede studioalbum. Je m'en vais werd de eerste single, en dit werd zijn grootste hit tot nu toe. Ook bereikte hij met dit nummer voor het eerst de Vlaamse Ultratop 50. In hetzelfde jaar won hij opnieuw de Victoires de la musique, dit keer in de categorie "Manlijke artiest van het jaar". Een jaar later werd hij genomineerd voor een NRJ Music Award in die categorie, maar won deze niet. In 2018 had Vianney samen met Maître Gims een grote zomerhit in Frankrijk en België met La même.
Na een korte pauze keerde Vianney in 2020 terug met het album N'attandons pas. Het titelnummer, wat de eerste single van het album was, had niet veel succes in de Franse hitlijsten. De tweede single, Beau-papa, leverde Vianney daarentegen wel weer een hit op.

## Discografie

### Albums
| Album met hitnotering(en) in de Vlaamse Ultratop 200 albums | Datum van verschijnen | Datum van binnenkomst | Hoogste positie | Aantal weken | Opmerkingen |
| ----------------------------------------------------------- | --------------------- | --------------------- | --------------- | ------------ | ----------- |
| Vianney                                                     | 2017                  | 15-04-2017            | 118             | 4            |             |
| N'attandos pas                                              | 2020                  | 07-11-2020            | 147             | 1            |             |

### Singles
| Single met hitnotering(en) in de Vlaamse Ultratop 50 | Datum van verschijnen | Datum van binnenkomst | Hoogste positie | Aantal weken | Opmerkingen          |
| ---------------------------------------------------- | --------------------- | --------------------- | --------------- | ------------ | -------------------- |
| Pas là                                               | 2015                  | 04-07-2015            | tip12           | -            |                      |
| Les gens sont méchants                               | 2015                  | 05-12-2015            | tip73           | -            |                      |
| On est bien comme ça                                 | 2016                  | 30-01-2016            | tip16           | -            |                      |
| Je m'en vais                                         | 2016                  | 23-03-2017            | 33              | 7            |                      |
| Moi aimer toi                                        | 2017                  | 08-07-2017            | tip17           | -            |                      |
| Dumbo                                                | 2017                  | 30-09-2017            | tip38           | -            |                      |
| La même                                              | 2018                  | 19-05-2018            | 21              | 16           | met Maître Gims      |
| Chanson sur ma drôle de vie                          | 2018                  | 27-10-2018            | tip             | -            | met Véronique Sanson |